# Дайнава (футбольний клуб)
«Дайнава» (лит. Futbolo Klubas «Dainava») — литовський футбольний клуб з Алітуса. 
Футбольний клуб «Дайнава» в Алітусі був створений ще в 1935 році і відтоді припиняв існування та перезасновувався, змінюючи назву. Востаннє клуб було розформовано 2014 року, однак у 2016 році по ініціативі ультрас-спільноти Dzūkų tankai його діяльність було відновлено, і він розпочав свої виступи в другому дивізіоні литовського чемпіонату. З часу заснування клуб грав в усіх дивізіонах чемпіонату Литви з футболу. У сезоні 2021 виступає в А-лізі, вищому дивізіоні чемпіонату Литви.

## Попередні назви
- 1935—1990 — «Дайнава Алітус»;
- 1990—1994 — «Снайге Алітус»;
- 1994—1996 — «Дайсотра Алітус»;
- з 1996 — «Дайнава Алітус».